# دنیل یوسته
دنیل یوسته (اسپانیایی: Daniel Yuste‎؛ زادهٔ ۱۷ نوامبر ۱۹۴۴ - درگذشته ۳۱ مارس ۲۰۲۰) دوچرخه‌سوار اهل اسپانیا بود. وی در بازی‌های المپیک تابستانی ۱۹۶۸ شرکت کرد.